# Sugimanuru Airport
Sugimanuru Airport är en flygplats i Indonesien.   Den ligger i provinsen Sulawesi Tenggara, i den centrala delen av landet, 1 800 km öster om huvudstaden Jakarta. Sugimanuru Airport ligger 38 meter över havet. Den ligger på ön Pulau Muna.
Terrängen runt Sugimanuru Airport är huvudsakligen platt, men söderut är den kuperad. Havet är nära Sugimanuru Airport åt nordost.  I omgivningarna runt Sugimanuru Airport växer i huvudsak städsegrön lövskog.